# Ryszard Sobkowski

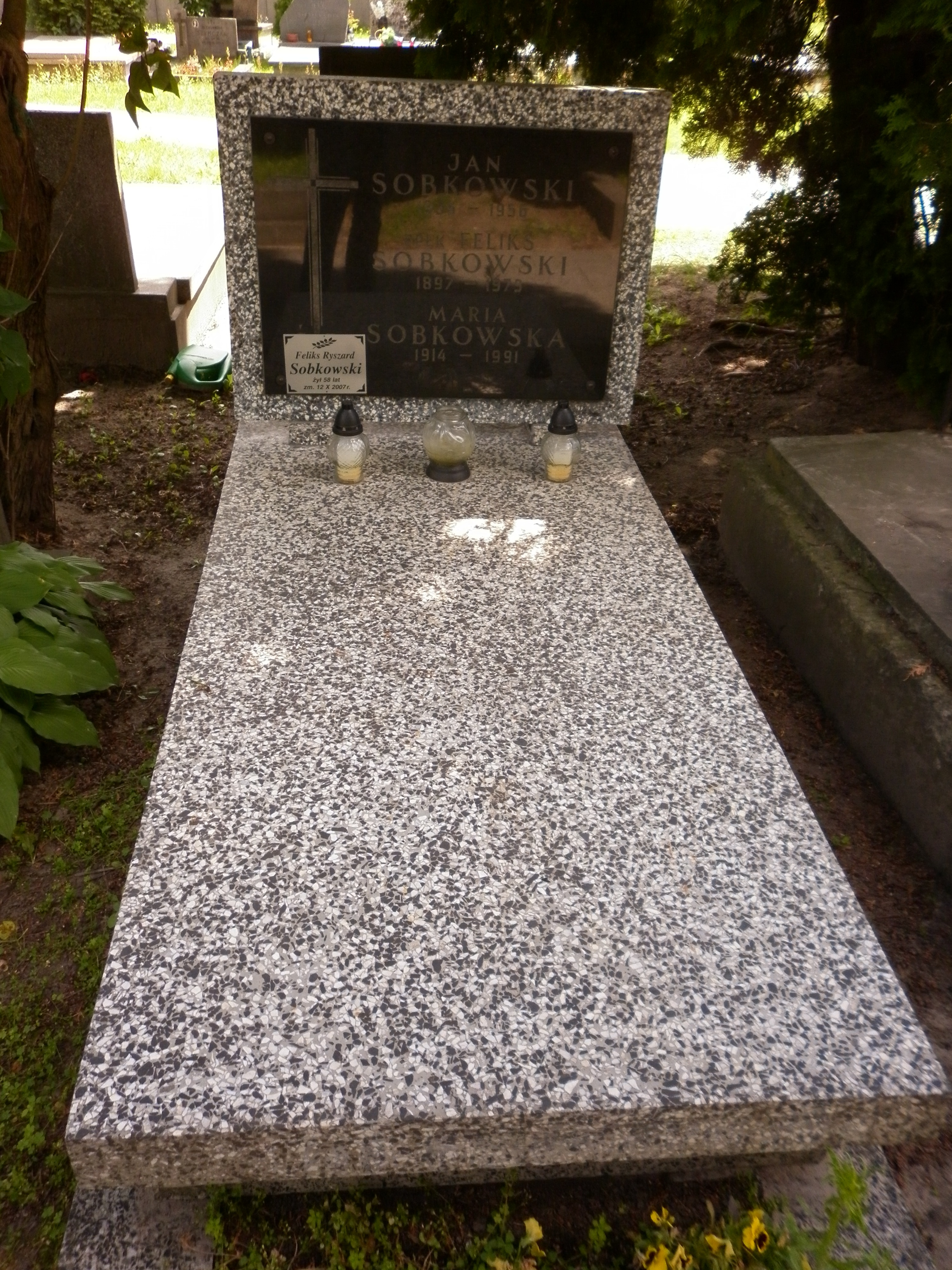
Grób Ryszarda Sobkowskiego na Cmentarzu Wojskowym na Powązkach

Ryszard Sobkowski (ur. 3 kwietnia 1949, zm. 12 października 2007) – polski dziennikarz i publicysta komputerowy. Ekspert w dziedzinie technologii informacyjnej, prezes firmy Altech Sp. z o.o. 
Był autorem wielu artykułów, pisał między innymi do miesięczników: Enter (przez pewien czas był jego redaktorem naczelnym), PCkurier oraz CHIP, dwutygodnika CRN i publikował w portalu PCLab.pl. Był cenionym specjalistą i autorytetem w zakresie sprzętu komputerowego, a także propagatorem techniki mikroelektronicznej w Polsce. 
Zmarł 12 października 2007 r. - przyczyną śmierci był zdiagnozowany w czerwcu tego samego roku nowotwór krtani i płuc. Został pochowany 26 października na Cmentarzu Wojskowym Powązki w Warszawie (kwatera H, rząd 10, grób 58).